# Daniel Futej
Daniel Futej (26. září 1927 – ???) byl slovenský a československý politik Komunistické strany Slovenska a poslanec Sněmovny národů Federálního shromáždění na počátku normalizace a poslanec Slovenské národní rady od 60. do 80. let 20. století.

## Biografie
V letech 1960-1989 se uvádí jako účastník zasedání Ústředního výboru Komunistické strany Slovenska.
Po provedení federalizace Československa usedl do Sněmovny národů Federálního shromáždění. Mandát nabyl až dodatečně v květnu 1970. Do federálního parlamentu ho nominovala Slovenská národní rada. V parlamentu setrval do konce funkčního období, tedy do voleb roku 1971.
Po volbách roku 1960 zasedl ve Slovenské národní radě. Mandát obhájil ve volbách roku 1964. A do SNR byl opakovaně volen i nadále, například ve volbách roku 1981 a naposledy ve volbách roku 1986. V prosinci 1986 rovněž usedl na post místopředsedy slovenské Národní fronty. Ve funkci poslance SNR zažil sametovou revoluci a vyjednávání o personálních změnách. Koncem listopadu 1989 přednesl projev, v němž do funkce nového předsedy SNR navrhl Rudolfa Schustera. Na poslanecký post rezignoval mezi lednem a únorem 1990.